# Teodors Bļugers
Teodors Bļugers (* 15. srpna 1994 Riga) je lotyšský lední hokejista, který v sezóně 2019/2020 nastupuje v NHL za tým Pittsburgh Penguins.

## Hráčská kariéra
Bļugers začal hrát hokej doma v Rize, ale v roce 2009 se přestěhoval do Ameriky, kde hrál v různých juniorských ligách.V roce 2012 byl draftován klubem Pittsburgh Penguins v druhém kole na 52 místě.
V roce 2016 podepsal smlouvu s Pittsburgh Penguins a začal hrát za jejich farmářský tým Wilkes-Barre/Scranton Penguins. Od roku 2019 hraje pravidelně v NHL za Tým Pittsburgh Penguins.
Bļugers reprezentoval Lotyšsko v juniorech na MS do 18 let 2012, MS do 20 let 2013, MS do 20 let 2014 a Lotyšsko reprezentuje i v seniorech a hrál na Mistrovství světa v ledním hokeji 2017, Mistrovství světa v ledním hokeji 2018 a na Mistrovství světa v ledním hokeji 2019.

## Statistiky

### Klubové statistiky
| 2010/2011    | Shattuck St. Mary's Midget Prep      | USHS | 54 | 24 | 42 | 66 | 32 | -  | - | - | - | - |   |   |
| 2011/2012    | Shattuck St. Mary's Midget Prep      | USHS | 51 | 24 | 64 | 88 | 63 | -  | - | - | - | - |   |   |
| 2012/2013    | Minnesota State University (Mankato) | WCHA | 37 | 6  | 13 | 19 | 40 | -  | - | - | - | - |   |   |
| 2013/2014    | Minnesota State University (Mankato) | WCHA | 40 | 4  | 22 | 26 | 55 | -  | - | - | - | - |   |   |
| 2014/2015    | Minnesota State University (Mankato) | WCHA | 37 | 10 | 18 | 28 | 26 | -  | - | - | - | - |   |   |
| 2015/2016    | Minnesota State University (Mankato) | WCHA | 41 | 11 | 24 | 35 | 29 | -  | - | - | - | - |   |   |
| 2015/2016    | Wilkes-Barre/Scranton Penguins       | AHL  | 10 | 0  | 0  | 0  | 2  | 10 | 0 | 1 | 1 | 4 |   |   |
| 2016/2017    | Wilkes-Barre/Scranton Penguins       | AHL  | 54 | 7  | 24 | 31 | 20 | 5  | 1 | 0 | 1 | 4 |   |   |
| 2017/2018    | Wilkes-Barre/Scranton Penguins       | AHL  | 70 | 21 | 24 | 45 | 43 | 3  | 0 | 2 | 2 | 4 |   |   |
| 2018/2019    | Wilkes-Barre/Scranton Penguins       | AHL  | 45 | 21 | 18 | 39 | 18 | -  | - | - | - | - |   |   |
| 2018/2019    | Pittsburgh Penguins                  | NHL  | 28 | 6  | 4  | 10 | 15 | 1  | 0 | 0 | 0 | 0 |   |   |
| 2019/2020    |                                      |      | -  | -  | -  | -  | -  | -  | - | - | - | - |   |   |
| Celkem v NHL |                                      |      |    | 28 | 6  | 4  | 10 | 15 |   | 1 | 0 | 0 | 0 | 0 |

### Juniorská reprezentace
| Turnaj                     | Místo konání                                | Z  | G | A | B  | Umístění  |
| -------------------------- | ------------------------------------------- | -- | - | - | -- | --------- |
| MS do 18 let 2011 Divize 1 | Lotyšsko Slovinsko(Riga, Maribor)           | 4  | 4 | 1 | 5  | 1. místo  |
| MS do 18 let 2012          | Česko (Brno, Znojmo, Břeclav)               | 6  | 2 | 2 | 4  | 9. místo  |
| MS do 20 let 2012          | Kanada (Calgary, Edmonton)                  | 6  | 1 | 2 | 3  | 9. místo  |
| MS do 20 let 2013          | Rusko (Ufa)                                 | 6  | 1 | 1 | 2  | 10. místo |
| MS do 20 let 2014 Divize 1 | Polsko Spojené království (Sanok, Dumfries) | 3  | 0 | 1 | 1  | 2. místo  |
| Celkem na juniorských MS   |                                             | 25 | 8 | 7 | 15 |           |

### Seniorská reprezentace
| Turnaj                                 | Místo                                     | Z  | G | A | B | Umístění  | Soupisky         |
| -------------------------------------- | ----------------------------------------- | -- | - | - | - | --------- | ---------------- |
| Mistrovství světa v ledním hokeji 2017 | Německo, Francie (Kolín nad Rýnem, Paříž) | 7  | 1 | 0 | 1 | 10. místo | Soupiska MS 2017 |
| Mistrovství světa v ledním hokeji 2018 | Dánsko (Kodaň, Herning)                   | 5  | 1 | 2 | 3 | 8. místo  | Soupiska MS 2018 |
| Mistrovství světa v ledním hokeji 2019 | Slovensko (Bratislava, Košice)            | 7  | 1 | 3 | 4 | 10. místo | Soupiska MS 2019 |
| Celkem na MS                           |                                           | 19 | 3 | 6 | 9 |           |                  |